# Mozaffar Baqai

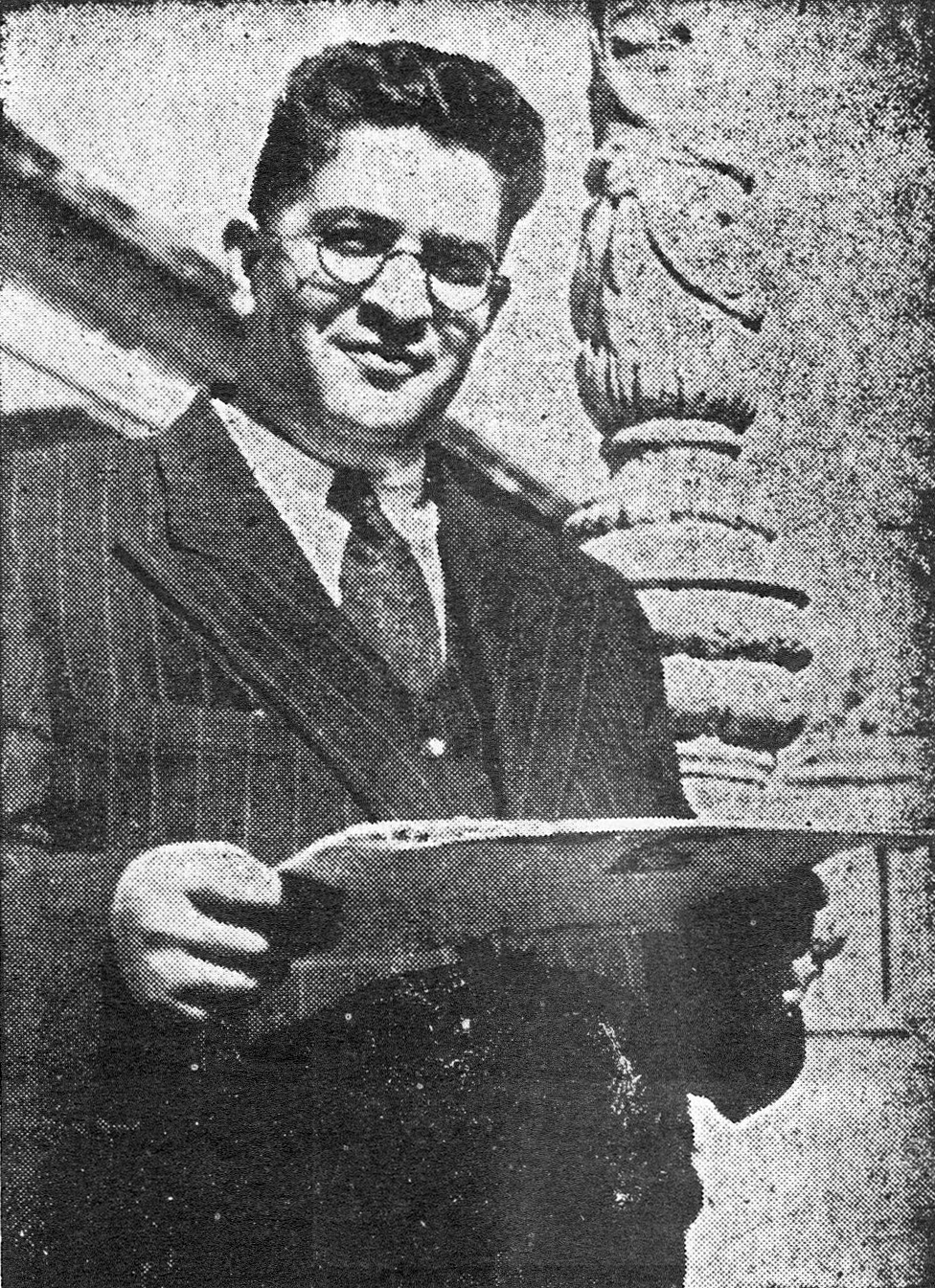
Mozaffar Baqa’i

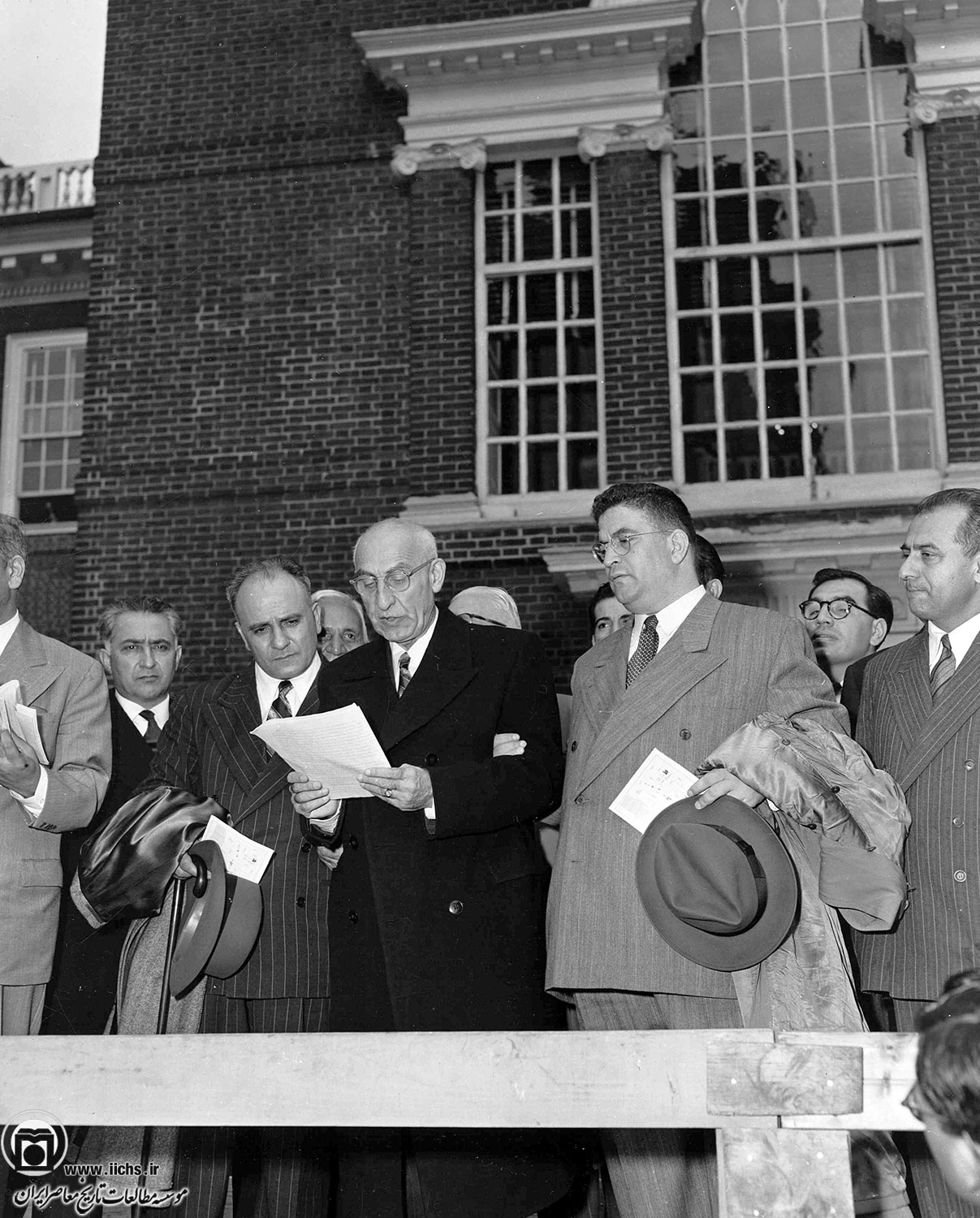
Premierminister Mossadegh zusammen mit Mozaffar Baqa’i (mit Hut), 1951 in den USA

Mozaffar Baqa’i-Kermani (* 23. Juli 1912 in Kerman; † 17. November 1987 in Teheran) war ein iranischer Politiker und Mitbegründer des Bündnisses Nationale Front in Iran.

## Leben

### Kindheit und Jugend
Mozaffar Baqa’i wurde nach eigenen Angaben am 23. Juli 1912 in Kerman geboren. Andere Quellen sprechen vom Jahr 1908 als dem Geburtsjahr. Sein Vater arbeitete zunächst als Richter, übernahm dann aber den Posten des Schuldirektors der ersten modernen Schule in Kerman. Der Vater von Mozaffar beteiligte sich aktiv an der Konstitutionellen Revolution, wurde als Abgeordneter ins Parlament gewählt und zog mit seiner Familie nach Teheran.
In Teheran besuchte Mozaffar zunächst das Dar-ol Fonun und wechselte dann auf das Saint-Louis-Gymnasium, das von französischen Jesuiten geleitet wurde. 1929 erhielt er ein staatliches Stipendium für ein Studium im Ausland. Mozaffar ging nach Frankreich und studierte in Limoges und Saint Claude Philosophie. Nach neun Jahren kehrte er 1938 nach Iran zurück.

### Akademische Laufbahn
Mozaffar Baqa’i begann seine berufliche Laufbahn als Lehrer an einem Gymnasium und als Dozent am Lehrer-College. Nach seinem Militärdienst wurde er Professor an der Universität Teheran. Er lehrte dort in der geisteswissenschaftlichen Fakultät. Von diesem Zeitpunkt an nannte er sich Dr. Baqa’i. Nach der Gründung der kommunistischen Tudeh-Partei fragte man Baqa’i, ob er nicht Mitglied werden wolle. Baqa’i lehnte nach eigenen Angaben ab. Stattdessen gründete er seine eigene Partei, die Partei der Nationalen Union, die national-demokratische Ziele verfolgte.
Nach dem Ende des Zweiten Weltkriegs wurde Baqa’i zum Leiter der Außenstelle des Bildungsministeriums in Kerman ernannt und zog zurück nach Kerman. Seine Partei hatte er mangels Erfolg wieder aufgelöst. Baqa’i trat in die Demokratische Partei ein, deren Vorsitzer Premierminister Ahmad Qavam war. Als Mitglied der Demokratischen Partei wurde er ins iranische Parlament gewählt.

### Gründung der Arbeiterpartei
Baqa’i verließ die Demokratische Partei zu Beginn der 1950er Jahre und gründete zusammen mit Chalil Maleki, einem ehemaligen Mitglied der Tudeh-Partei, die Arbeiterpartei. Die politischen Ziele der Partei waren die „Bewahrung der Konstitutionellen Monarchie, die Abschaffung der Privilegien der Oberklasse, die Unterstützung der Klein- und Mittelständischen Unternehmen, nationale Unabhängigkeit von allen Formen des Imperialismus einschließlich des russischen Imperialismus und Beendigung des Klassenkampfes durch verbesserte Beziehungen zwischen Arbeitern und Unternehmern“. Baqa’i übernahm den Parteivorsitz und schrieb die Leitartikel der Zeitung der Arbeiterpartei. Die Arbeiterpartei war als Mitglied des Parteienbündnisses der Nationalen Front politisch sehr erfolgreich.

### Unterstützung von Mohammad Mossadegh
In der Gründungsphase der Nationalen Front arbeitete die Arbeiterpartei eng mit Mohammad Mossadegh zusammen, und da Mozaffar Baqa’i in der Bevölkerung sehr beliebt war, diskutierte Schah Mohammad Reza Pahlavi mit Baqa’i die Möglichkeit, dass er das Amt des Premierministers übernehmen könne.
Es war Baqa’i, der erstmals die Forderung, die Ölförder- und Verarbeitungsanlagen der Anglo-Iranian Oil Company zu verstaatlichen, am 24. Dezember 1950 in der 96. Sitzung der 16. Legislaturperiode des iranischen Parlaments als Resolution mit der Unterschrift von insgesamt neun Abgeordneten eingebracht hat. Baqai gelang es allerdings nicht, die für einen Antrag benötigten elf Abgeordneten zu einer Unterschrift zu bewegen.
Es sollte nicht dazu kommen. Nach der Ermordung des amtierenden Premierministers Hadsch Ali Razmara 7. März 1951 durch Chalil Tahmassebi, einem Mitglied der Fedajin-e Islam, wurde statt Baqa’i Mohammad Mossadegh Premierminister. Razmara, ein Gegner der Verstaatlichung der Anglo-Iranian Oil Company wurde von Mossadegh im Parlament heftig angegriffen. Eine Gruppe von Politikern, darunter Baqa’i, hatte sich mit Navab Safavi, dem Gründer der Fedajin-e Islam getroffen und entschieden, dass Razmara beseitigt werden müsse.
Nach den tödlichen Schüsse von Tahmassebi kam es zu einer heftigen Debatte im Parlament. Baqa’i war einer der Parlamentarier, die den Mörder von Razmara als Patrioten und Helden feierten und seine Freilassung forderten. Im November 1952 war es dann so weit. Der Mörder Razmaras wurde aufgrund einer von Ajatollah Abol-Ghasem Kaschani verfassten Resolution mit Unterstützung der Abgeordneten der Nationalen Front vom iranischen Parlament begnadigt und auf freien Fuß gesetzt. Premierminister Mossadegh empfing ihn unmittelbar nach seiner Freilassung in seinem Amtssitz.

### Bruch mit Mossadegh
Als Premierminister Mossadegh mehr und mehr das Parlament ausschaltete und mit Notstandsdekreten zu regieren begann, überwarf sich Baqa’i mit Mossadegh. Auf dem Höhepunkt der Abadan-Krise warnte Baqa’i Premierminister Mossadegh vor einer allzu engen Zusammenarbeit mit der kommunistischen Tudeh-Partei und sagte Iran ein ähnliches Schicksal wie das der osteuropäischen Demokratien insbesondere das der Tschechoslowakei voraus. Die Tudeh-Partei, so Baqa’i, werde nach dem Vorbild der kommunistischen Parteien in Osteuropa eine bürgerliche Regierung wie die von Mossadegh zunächst unterstützen, dann von sich politisch abhängig machen, um dann später selbst die Macht zu übernehmen. Der Bruch zwischen Baqa’i und Mossadegh kam mit der von Mossadegh organisierten Volksabstimmung, mit dem das Parlament aufgelöst wurde. Baqa’i war nunmehr der Überzeugung, dass Mossadegh sich endgültig als ein Despot entlarvt hätte, dem es nur um seinen persönlichen Machterhalt ging, und der mit Hilfe der kommunistischen Tudeh-Partei die Monarchie abschaffen wolle. Im Verlaufe dieser politischen Auseinandersetzung kam es auch zum Bruch mit Maleki, dem Mitbegründer der Arbeiterpartei, der Mossadegh weiter unterstützte.
Ab August 1953 arbeitete Baqa’i mit General Fazlollah Zahedi zusammen, um den Sturz Mossadeghs zu betreiben. Für Baqa’i war die Zusammenarbeit mit Zahedi der einzige Ausweg, um eine kommunistische Machtübernahme in Iran zu verhindern. Es soll zu einem Treffen in Baqa’is Haus, in dessen Verlauf die Ermordung des Polizeichefs von Mossadegh, General Mahmud Afschartus, beschlossen worden sein. Hossein Chatibi, der für die Entführung und Ermordung General Afschartus verantwortlich war, behauptete, dass man bei Afschartus Dokumente gefunden habe, die eine Verhaftung aller CIA-Agenten in Iran vorsahen, und dass diese Dokumente an Baqa’i übergeben worden seien. Baqa’i hat dies immer bestritten.

### Baqai und der politisierte Klerus
Als sich in den 1960er Jahren um Ajatollah Chomeini die religiöse Opposition gegen die Reformpolitik des Schahs formierte, hielt Baqai zunächst Distanz. Je populärer Chomeini jedoch wurde, desto mehr wuchs der Druck auch durch die eigenen Parteigenossen, den Klerus zu unterstützen. Im Juni 1963 war Chomeini verhaftet worden, und es kam zu landesweiten Protesten und Unruhen. Baqai veröffentlichte einen Offenen Brief, in welchem er dazu aufforderte, den inhaftierten bzw. unter Hausarrest gestellten Chomeini allgemein als Führer der Schiiten anzuerkennen. Im Privaten hielt er den Klerus allerdings der ernsthaften politischen Führerschaft für unfähig. Für Baqai befand sich Iran auf dem Weg zur Revolution, wobei er zuweilen durchblicken ließ, dass er seine Ernennung zum Premierminister für einen möglichen Ausweg hielt. Am 7. März 1964 trat Premierminister Asadollah Alam zurück. Allerdings wurde nicht Baqai, sondern Hassan Ali Mansur Premierminister. Mansour hielt am 5. April 1964 eine Ansprache, in welcher er der Geistlichkeit anbot, Frieden zu schließen. Am darauf folgenden Tag wurde Ajatollah Chomeini aus dem Hausarrest entlassen und nach Ghom eskortiert.

### Kampagne gegen das Status of Forces Agreement
Die erfolgreiche Zusammenarbeit zwischen Baqa’i und Chomeini sollte am 23. Oktober 1964 zu einem politischen Eklat führen. Baqa‘i hatte an diesem Tag eine Streitschrift gegen das Status of Forces Agreement veröffentlicht, mit dem den in Iran stationierten US-Militärberatern Immunitätsrechte nach § 38 des Wiener Übereinkommens über diplomatische Beziehungen von 1961 zugestanden werden sollte. Das von der Regierung Alam ausgehandelte, vom Parlament aber noch nicht verabschiedete Abkommen war für Baqa’i vergleichbar mit den am 16. Februar 1857 zwischen den britischen Regierung und Naser al-Din Schah unterzeichneten Kapitulationsrechten. Die damaligen Kapitulationsrechte, mit denen die iranische Gerichtsbarkeit für britische Staatsangehörige ausgeschlossen wurde, war mit den auf dienstliche Missionen beschränkten Immunitätsrechten des Status of Forces Agreement in keiner Weise vergleichbar. Da aber das Schlagwort der Kapitulationsrechte für die Iraner gleichbedeutend mit politischer Entrechtung, wirtschaftlicher Ausbeutung und Fremdherrschaft waren, eignete es sich ausgezeichnet für eine politische Kampagne gegen die Regierung. Von Premierminister Mansour.
Baqa’i hatte dies erkannt und Chomeini, der die von Mansour verfolgte Politik der Weißen Revolution zu Fall bringen wollte, ergriff diese Möglichkeit der politischen Agitation. Chomeini hielt am 28. Oktober 1964, dem Geburtstag des Schahs, eine Brandrede, in der er das Abkommen als politischen Ausverkauf Irans an die USA bezeichnete.
Die Geduld des Schahs mit Chomeini war nun am Ende. Statt Chomeini erneut zu verhaften und vor Gericht zu stellen, wurde er am 4. November 1964 verhaftet und mit einer Militärmaschine in die Türkei (Bursa) in die Verbannung geflogen.
Diese Fehlentscheidung, die politischen Probleme endgültig mit der Geistlichkeit zu klären und alle Geistlichen, die zu gewaltsamen Demonstrationen aufriefen, zur Rechenschaft zu ziehen, sollte Premierminister Mansour das Leben kosten. Am 22. Januar 1965, wenige Tage vor dem ersten Jahrestag der Weißen Revolution, hielt der Wagen von Mansour gegen 10 Uhr vor dem Parlamentsgebäude. Mansour wollte seine erste Rede zum Stand der Weißen Revolution vor dem Parlament halten. Mansour stieg aus dem Wagen aus. Mohammad Bocharaii, ein Mitglied der Fedajin-e Islam, trat aus der Menge der wartenden Zuschauer auf Mansour zu und schoss drei Mal. Mansour wurde zurück in den Wagen gelegt und zum Krankenhaus gefahren, wo er nach fünf Tagen verstarb. Mohammad Reza Schah ernannte den engen Vertrauten Mansours Amir Abbas Hoveyda bis zu seiner Bestätigung durch das Parlament zum geschäftsführenden Premierminister. Hoveyda sollte für die nächsten 13 Jahre Premierminister bleiben.
Baqa’i, der sich aktiv an den Kampagne gegen die Regierung Mansour beteiligt hatte, wurde vom SAVAK zwar eng überwacht, entging aber weiterer Verfolgung.

### Islamische Revolution
Nach der Islamischen Revolution verließ Baqa’I Iran und lebte für einige Jahre in den USA. Mitte der 1980er Jahre kehrte er trotz Warnungen seiner Freunde in die Islamische Republik Iran zurück und wurde prompt verhaftet. Nachdem ein früherer Anhänger, Hassan Ayat, der 1980 ohne großen Erfolg bei den Präsidentschaftswahlen kandidierte, ermordet worden war, hatte Baqa’i keinen Führsprecher mehr in der Führungsriege der Islamischen Republik. Man beschuldigte ihn, dass man zahlreiche verbotene Dokumente in seinem Haus gefunden habe. Einen Monat kam er aus Altersgründen aus dem Gefängnis frei.
Mozaffar Baqa’i-Kermani verstarb am 17. November 1987.